# 岳修虎
岳修虎（1973年4月—），男，汉族，中共党员，中华人民共和国政治人物，現任中华人民共和国公安部党委委员、反恐专员（副部长级），副总警监警衔。

## 生平
1997年毕业于中国人民大学。2001年至2002年，担任美国麻省理工学院客座研究员。
1997年进入国家发展和改革委员会工作，历任发展规划司综合处副处长，香港工委经济部调研处处长，发展规划司综合处处长，云南省楚雄彝族自治州副州长（挂职），发展规划司副司长、价格司司长等职务。2020年10月，任云南省生态环境厅党组书记。2020年11月至2021年7月，任云南省生态环境厅厅长。2021年7月，任云南省发展和改革委员会主任、党组书记。2021年8月，任云南省人民政府副秘书长。2021年11月，当选中国共产党云南省第十一届委员会委员。2023年1月14日，当选云南省副省长，并兼任云南省公安厅厅长及省发展和改革委员会主任。2023年3月，不再兼任云南省发展和改革委员会主任。
2024年6月，岳修虎调离云南省，回到北京，出任中华人民共和国公安部党委委员、反恐专员。